# Emory-universiteit
De Emory-universiteit is een universiteit in de Verenigde Staten, gelegen vlak bij Atlanta. De universiteit is verbonden met de Verenigde Methodistische Kerk.
De universiteit is opgericht in 1836, en is vernoemd naar John Emory, een bekende bisschop van de methodistische kerk. De universiteit kent negen academische divisies, waaronder scholen voor kunst, wetenschap en technologie. De Emory-universiteit staat bekend als een van de beste universiteiten van de Zuidoostelijke Verenigde Staten. Momenteel staat de universiteit op de 18e plaats van de nationale universiteiten volgens U.S. News & World Report, en 62e op de lijst van beste universiteiten ter wereld.
Van 2016 tot 2020 was de Nederlandse medisch antropoloog en socioloog Claire Sterk als eerste vrouw de rector magnificus van de Emory-universiteit.

## Divisies
De negen divisies van de universiteit zijn:
- College voor Kunst en Wetenschappen (van 1836 tot 2008 bekend als Emory College[3]
- Oxford College
- Graduate School (van 1919 tot 2008 bekend als Graduate School of Arts and Sciences[3]
- Chandler School voor theologie
- Goizueta Zakenschool
- School voor rechten
- School voor medicijnen
- Rollins School voor volksgezondheid
- Nell Hodgson Woodruff School voor geneeskunde

Naast de negen scholen heeft de universiteit ook het Yerkes National Primate Research Center en Emory Healthcare, Georgia's grootste gezondheidssysteem. Het Carter Center van Jimmy en Rosalynn Carter heeft een partnerschap met de universiteit.